# Lista de vice-presidentes do Brasil por tempo no cargo
| Vice-presidências mais longas: Marco Maciel e José Alencar 8 anos (2 922 dias) |
| Vice-presidência mais curta: José Sarney (37 dias)                             |

Esta é uma lista de vice-presidentes do Brasil por tempo no cargo, ordenada conforme a quantidade de dias em que foram considerados vice-presidentes e estão presentes na lista da Biblioteca da Presidência da República.
Os dias da lista são calculados a partir da diferença entre as datas do término do mandato e do início deste. Portanto, se fossem contados os dias do calendário de cada período, todos os vice-presidentes teriam seu número de dias apresentado acrescido em uma unidade.
As pessoas que por mais tempo serviram como vice-presidentes foram José Alencar e Marco Maciel, que o fizeram por 2 922 dias (8 anos), nos dois mandatos dos governos de Luiz Inácio Lula da Silva e Fernando Henrique Cardoso, respectivamente. Aquele que por menos tempo exerceu essa função foi José Sarney, que o fez por 37 dias, estando, ao mesmo tempo, servindo como presidente interino, uma vez que o presidente eleito Tancredo Neves não pode tomar posse por motivos de saúde e morreu antes de fazê-lo. A média de tempo no cargo, desconsiderando o atual mandatário, é 1 411 dias, o que corresponde a 3 anos, 10 meses e 11 dias. Os vice-presidentes anteriores ao atual somam 35277 dias no cargo (96 anos, 7 meses e 2 dias), enquanto a República até o fim do período do penúltimo presidente (Jair Bolsonaro: 1º de janeiro de 2023) soma 48624 dias de existência (133 anos, 1 mês e 15 dias), havendo uma diferença de 13347 dias (36 anos, 6 meses e 17 dias), ocorrida porque o cargo de vice-presidente, por diferentes razões históricas, esteve 13 vezes sem ocupante ou inexistente.  
Um vice-presidente figurou com um dia a menos que outros que governaram pela mesma quantidade de anos: Francisco Rosa e Silva, que, como outros quatro vices, esteve no cargo por 4 anos. Isso ocorre porque o ano de 1900 não foi bissexto (divisível por 4 e 100, mas não por 400). O vice-presidente de 2000, Marco Maciel, não sofreu esse decréscimo, que afetará os ocupantes de 2100, 2200 e 2300, mas não o de 2400. Já João Goulart, mesmo que não tivesse tido segundo mandato, ainda teria um dia a mais que Adalberto Pereira dos Santos, pois Goulart vivenciou dois anos bissextos durante seu mandato de 5 anos, enquanto Adalberto, que cumpriu um mandato de mesmo período, apenas um dia dessa natureza.  
Na coluna de % de período no cargo cumprida, com exceção dos que não exerceram (Silviano Brandão e Vital Soares) e de Fernando de Melo Viana (deposição junto com o presidente) e Pedro Aleixo (impedimento de substituir presidente adoentado e, posteriormente, de ascender à presidência em razão de sua morte), todos os demais (oito) que não possuem '100%' ascenderam ao posto de presidente da República. Delfim Moreira, semelhantemente a Sarney, foi, na condição de vice-presidente, presidente em exercício, por 62 dias, para Rodrigues Alves, que, doente, morreu sem tomar posse. Porém, ao contrário do maranhense, não tomou o cargo de presidente em definitivo (continuou interino), ficando no posto máximo da República apenas a espera de um novo presidente eleito, no caso, Epitácio Pessoa, sendo vice deste por 339 dias ou 11 meses e 2 dias, morrendo durante seu mandato.

## Lista dos vice-presidentes
Legenda:
| #  | OH | Vice-presidente              | Tempo no cargo                         | % cumprida | Início do mandato                            | Fim do mandato                               | Presidente                | Ref.                     |
| -- | -- | ---------------------------- | -------------------------------------- | ---------- | -------------------------------------------- | -------------------------------------------- | ------------------------- | ------------------------ |
| 1  | 22 | Marco Maciel                 | 8 anos (2 922 dias)                    | 100        | 1º de janeiro de 1995                        | 1º de janeiro de 2003                        | Fernando Henrique Cardoso | [ nota 1 ] [ 1 ]         |
| 1  | 23 | José Alencar                 | 8 anos (2 922 dias)                    | 100        | 1º de janeiro de 2003                        | 1º de janeiro de 2011                        | Luiz Inácio Lula da Silva | [ nota 1 ] [ 2 ]         |
| 3  | 19 | Aureliano Chaves             | 6 anos (2 192 dias)                    | 100        | 15 de março de 1979                          | 15 de março de 1985                          | João Figueiredo           | [ nota 2 ] [ 3 ]         |
| 4  | 24 | Michel Temer                 | 5 anos, 7 meses e 30 dias (2 069 dias) | 70,80      | 1º de janeiro de 2011                        | 31 de agosto de 2016                         | Dilma Rousseff            | [ nota 3 ] [ 4 ]         |
| 5  | 14 | João Goulart                 | 5 anos, 6 meses e 26 dias (2 033 dias) | 55,64      | 31 de janeiro de 1956                        | 25 de agosto de 1961                         | Juscelino Kubitschek      | [ nota 4 ] [ 5 ] [ 6 ]   |
| 5  | 14 | João Goulart                 | 5 anos, 6 meses e 26 dias (2 033 dias) | 55,64      | 31 de janeiro de 1956                        | 25 de agosto de 1961                         | Jânio Quadros             | [ nota 4 ] [ 5 ] [ 6 ]   |
| 6  | 18 | Adalberto Pereira dos Santos | 5 anos (1 826 dias)                    | 100        | 15 de março de 1974                          | 15 de março de 1979                          | Ernesto Geisel            | [ nota 5 ] [ 7 ]         |
| 7  | 17 | Augusto Rademaker            | 4 anos, 4 meses e 15 dias (1 597 dias) | 100        | 30 de outubro de 1969                        | 15 de março de 1974                          | Emílio Garrastazu Médici  | [ nota 6 ] [ 8 ]         |
| 8  | 12 | Nereu Ramos                  | 4 anos, 4 meses e 12 dias (1 595 dias) | 100        | 19 de setembro de 1946                       | 31 de janeiro de 1951                        | Eurico Gaspar Dutra       | [ nota 6 ] [ 9 ]         |
| 9  | 2  | Manuel Vitorino              | 4 anos (1 461 dias)                    | 100        | 15 de novembro de 1894                       | 15 de novembro de 1898                       | Prudente de Morais        | [ nota 7 ] [ 10 ]        |
| 9  | 6  | Venceslau Brás               | 4 anos (1 461 dias)                    | 100        | 15 de novembro de 1910                       | 15 de novembro de 1914                       | Hermes da Fonseca         | [ nota 7 ] [ 11 ]        |
| 9  | 7  | Urbano Santos                | 4 anos (1 461 dias)                    | 100        | 15 de novembro de 1914                       | 15 de novembro de 1918                       | Venceslau Brás            | [ nota 8 ] [ 12 ]        |
| 9  | 10 | Estácio Coimbra              | 4 anos (1 461 dias)                    | 100        | 15 de novembro de 1922                       | 15 de novembro de 1926                       | Artur Bernardes           | [ nota 7 ] [ 13 ]        |
| 9  | 25 | Hamilton Mourão              | 4 anos (1 461 dias)                    | 100        | 1º de janeiro de 2019                        | 1º de janeiro de 2023                        | Jair Bolsonaro            | [ nota 9 ] [ 14 ] [ 15 ] |
| 14 | 3  | Francisco Rosa e Silva       | 4 anos (1 460 dias)                    | 100        | 15 de novembro de 1898                       | 15 de novembro de 1902                       | Campos Sales              | [ nota 7 ] [ 16 ]        |
| 15 | 11 | Fernando de Melo Viana       | 3 anos, 11 meses e 9 dias (1 439 dias) | 98,49      | 15 de novembro de 1926                       | 24 de outubro de 1930                        | Washington Luís           | [ nota 10 ] [ 17 ]       |
| 16 | 13 | Café Filho                   | 3 anos, 6 meses e 24 dias (1 301 dias) | 71,24      | 31 de janeiro de 1951                        | 24 de agosto de 1954                         | Getúlio Vargas            | [ nota 11 ] [ 18 ]       |
| 17 | 4  | Afonso Pena                  | 3 anos, 4 meses e 29 dias (1 247 dias) | 100        | 17 de junho de 1903                          | 15 de novembro de 1906                       | Rodrigues Alves           | [ nota 12 ] [ 19 ]       |
| 18 | 15 | José Maria Alkimim           | 2 anos e 11 meses (1 064 dias)         | 100        | 15 de abril de 1964                          | 15 de março de 1967                          | Castelo Branco            | [ nota 13 ] [ 20 ]       |
| 19 | 21 | Itamar Franco                | 2 anos, 9 meses e 14 dias (1 020 dias) | 58,18      | 15 de março de 1990                          | 29 de dezembro de 1992                       | Fernando Collor           | [ nota 14 ] [ 21 ]       |
| 20 | 5  | Nilo Peçanha                 | 2 anos, 6 meses e 30 dias (942 dias)   | 66,29      | 15 de novembro de 1906                       | 14 de junho de 1909                          | Afonso Pena               | [ nota 11 ] [ 22 ]       |
| 21 | 16 | Pedro Aleixo                 | 2 anos, 5 meses e 16 dias (900 dias)   | 61,60      | 15 de março de 1967                          | 31 de agosto de 1969                         | Artur da Costa e Silva    | [ nota 15 ] [ 23 ]       |
| 22 | 26 | Geraldo Alckmin              | 2 anos, 2 meses e 21 dias (811 dias)   |            | 1º de janeiro de 2023                        | atualmente                                   | Luiz Inácio Lula da Silva | [ nota 16 ] [ 25 ]       |
| 23 | 9  | Bueno de Paiva               | 2 anos e 5 dias (735 dias)             | 100        | 10 de novembro de 1920                       | 15 de novembro de 1922                       | Epitácio Pessoa           | [ nota 12 ] [ 26 ]       |
| 24 | 8  | Delfim Moreira               | 1 ano, 1 mês e 4 dias (401 dias)       | 27,44      | 15 de novembro de 1918                       | 16 de janeiro de 1919                        | Rodrigues Alves           | [ nota 17 ] [ 26 ]       |
| 24 | 8  | Delfim Moreira               | 1 ano, 1 mês e 4 dias (401 dias)       | 27,44      | 28 de julho de 1919                          | 1º de julho de 1920                          | Epitácio Pessoa           | [ nota 18 ]              |
| 25 | 1  | Floriano Peixoto             | 8 meses e 28 dias (270 dias)           | 19,98      | 26 de fevereiro de 1891                      | 23 de novembro de 1891                       | Deodoro da Fonseca        | [ nota 19 ] [ 27 ]       |
| 26 | 20 | José Sarney                  | 1 mês e 6 dias (37 dias)               | 2,02       | 15 de março de 1985                          | 21 de abril de 1985                          | Tancredo Neves            | [ nota 20 ] [ 28 ]       |
| —  | —  | Silviano Brandão             | —                                      | —          | Não tomou posse, pois morreu antes.          | Não tomou posse, pois morreu antes.          | Rodrigues Alves           | [ nota 21 ]              |
| —  | —  | Vital Soares                 | —                                      | —          | Não tomou posse, devido à Revolução de 1930. | Não tomou posse, devido à Revolução de 1930. | Júlio Prestes             | [ nota 22 ] [ 29 ]       |